# Bol'šaja Martynovka
Bol'šaja Martynovka (in russo Большая Мартыновка?) è un villaggio (sloboda) della Russia europea meridionale nell'oblast' di Rostov; è il centro amministrativo del distretto Martynovskij.
Si trova a est di Rostov sul Don.